# Klaus Waldeck
Klaus Waldeck – wiedeński muzyk gatunku electronica, z wykształcenia prawnik. Czasem zaliczany do trip hop.

## Albumy
- Balance of the Force (1998)
  - Balance of the Force Remixed (1998)
- The Night Garden (2001)
  - The Night Garden Reflowered (2002)
- Ballroom Stories (2007)
  - Waldeck'S Gramophone Vol. 1"Swing & Champagne" (2008)